# Mikania cynanchifolia
Mikania cynanchifolia là một loài thực vật có hoa trong họ Cúc. Loài này được (Baker) Malme mô tả khoa học đầu tiên năm 1932.